# Here Comes Garfield
Here Comes Garfield – to pierwszy film z cyklu kreskówek wyprodukowanych na motywach komiksu Garfield, autorstwa Jima Davisa. Głosu Garfieldowi użyczył Lorenzo Music, który kontynuował dubbingowanie tej postaci w następnych filmach cyklu o Garfieldzie. Here Comes Garfield miało telewizyjną premierę w październiku 1982. Film był nominowany do nagrody Emmy w dwóch kategoriach, wygrał w jednej - Najlepsza forma specjalna - krótkometrażowy program animowany; nagrodę otrzymał reżyser Phil Roman.

## Streszczenie
Garfield i Odie dręczą na podwórku psa sąsiada; oburzony właściciel psa wzywa hycla. Garfield ucieka przed hyclem na drzewo, ale Odie zostaje złapany. Początkowo Garfield zamierza wrócić do domu, jednak uświadamia sobie jak nudne byłoby życie bez Odiego i postanawia uratować go jeszcze tej nocy. Niestety sam zostaje złapany i zamknięty w klatce. Dowiaduje się, że rano Odie ma zostać uśpiony. Przygnębiony Garfield całą noc wspomina wszystkie dobre chwile spędzone z Odiem. Retrospekcję ilustruje muzycznie nastrojowy utwór So Long Old Friend (Bywaj, stary druhu). Rano Odie zostaje zabrany do uśpienia. Krótko potem do schroniska przybywa dziewczyna gotowa zaadoptować zwierzaka i wybiera Garfielda. Kiedy klatka zostaje otwarta, Garfield szybko uwalnia inne zwierzęta i z ich pomocą ratuje Odiego. Cali i zdrowi wracają do domu, do Jona.

## Ścieżka dźwiękowaHere Comes Garfield
Ścieżka dźwiękowa była wydana na LP i kasetach. Zawierała piosenki skomponowane przez Eda Bogasa i Desiree Goyette, wykonywane przez Goyette i Lou Rawlsa. Część z tych utworów była potem ponownie nagrana i wydana na CD zatytułowanym Am I Cool or What?

### Lista utworów
1. "Here Comes Garfield" (Lou Rawls)
2. "Move Me" (Desirée Goyette)
3. "Foolin' Around" (Lou Rawls and Desirée Goyette)
4. "Long About Midlight" (Lou Rawls)
5. "Big Fat Hairy Deal" (Lou Rawls)
6. "Up On a Fence" (Desirée Goyette)
7. "Life Is Just a Roller Coaster" (Lou Rawls)
8. "So Long Old Friend" (Desirée Goyette)
9. "Together Again" (Lou Rawls and Desirée Goyette)
10. "Here Comes Garfield (Reprise)" (Desirée Goyette)